# Marco Cribari
Marco Cribari, né le 7 juillet 1985 à Zurich, est un athlète suisse, spécialiste du sprint.

## Biographie
Avec ses coéquipiers Andreas Baumann, Reto Amaru Schenkel et Marc Schneeberger, il détient le record national de Suisse du relais 4 × 100 m en 38 s 99, obtenu à Madrid en 2008, ce qui le qualifie pour les Championnats du monde d'athlétisme 2009 ().
Peu avant, les mêmes avaient déjà battu le plus vieux record de l'athlétisme suisse en 39 s 02 ().
Lors du Weltklasse 2009, il bat à nouveau ce record en 38 s 78 à Zurich le 28 août 2009, 6e du "Zürich Trophy" (Pascal Mancini, Marc Schneeberger, Reto Amaru Schenkel, Marco Cribari).

## Performances
Son meilleur temps est de 20 s 54 sur 200 mètres, obtenu au meeting de Genève en juin 2007.